# شراز (حجة)

تعديل مصدري - تعديل

شراز هي إحدى قرى عزلة جبل عيان بمديرية حجة التابعة لمحافظة حجة، بلغ تعداد سكانها 203 نسمة حسب تعداد اليمن لعام 2004.